# Viktor Dvorčák
Viktor Dvorčák, anche scritto Dvorcsák e Dvortsák, (Vyšný Svidník, 21 aprile 1878 – Budapest, 8 agosto 1943), è stato un politico e giornalista slovacco.

## Biografia
Prima della Prima guerra mondiale fu deputato slovacco alla Dieta del Regno d'Ungheria. Nel 1916 pubblicò l'opera Sáros földje 1914 – 15 ("Gente di Šariš 1914 – 1915"), in cui descrive gli abitati della regione come una popolazione senza una propria vita nazionale, che faceva conto sui magiari. Divenne anche famoso come ideatore e propagandista della concezione del cosiddetto "popolo sloviacco". Dal 1917 fu redattore del settimanale filomagiaro Naša zastava ("La nostra bandiera"), che uscì a Prešov fra il 1907 e il 1918 e in seguito riprese le pubblicazioni a Budapest dal 1939 al 1943. Fu anche redattore del giornale in lingua ungherese Eperjesi Lapok (Notizie di Prešov).
Dopo la caduta dell'Impero austro-ungarico, sostenne la tesi che la Slovacchia, o almeno la Slovacchia orientale, sarebbe dovuta rimanere unita  all'Ungheria. Come presidente del "Consiglio nazionale della Slovacchia orientale" organizzò assemblee pubbliche per sostenere l'integrità del Regno d'Ungheria. Stabilì anche contatti con altre organizzazioni filomagiare, che erano sorte nella Slovacchia orientale in quel periodo. L'11 dicembre 1918 annunciò una Repubblica popolare slovacca indipendente a Košice, proclamando l'indipendenza da Praga e uno stretto legame con l'Ungheria. Successivamente divenne presidente di questa entità e si mise a capo del suo governo. Dopo l'occupazione di Košice da parte delle truppe cecoslovacche, il 29 dicembre 1918, la Repubblica popolare slovacca cessò di esistere. Dvorčák fu condannato a morte in Cecoslovacchia, ma riuscì a fuggire in Polonia e di lì in Ungheria.
Con il sostegno finanziario del conte István Bethlen, sviluppò le sue attività anticecoslovacche. Nel marzo del 1919 negoziò con il governo ungherese la preparazione di un intervento armato in Slovacchia. Partecipò anche a una campagna per l'uscita della Slovacchia dalla Cecoslovacchia in nome della sua concezione della Slovacchia come di una regione autonoma nell'ambito dello Stato ungherese. Nel 1920 fu eletto membro dell'Assemblea nazionale ungherese, in rappresentanza del collegio di Nyíregyháza e al di fuori di ogni partito, come rappresentante storico della minoranza slovacca. Il giorno della firma del trattato del Trianon parlò al Parlamento ungherese, con un discorso in cui si dichiarò rappresentante degli slovacchi nella Repubblica Cecoslovacca e in America, rigettò l'ingresso della Slovacchia nella Cecoslovacchia ceco-slovacca e denunciò l'"imperialismo ceco". Prese parte alle attività dell'organizzazione irredentista ungherese Felvidéki Komité ("Comitato dell'Alta Ungheria"), in cui fu incaricato di gestire la "propaganda slovacca". Interpretò le relazioni fra cechi e slovacchi nello spirito delle tesi revisionistiche ungheresi dell'epoca: la nazione slovacca che voleva rimanere in una comune unione con l'Ungheria, sarebbe stata privata della possibilità di esprimere liberamente la propria opinione e sarebbe stata sopraffatta dal terrore ceco.
Nel novembre del 1920, al cospetto del Parlamento ungherese, dichiarò la lotta ai cechi fino a "quando Turul non potrà volare libero in Slovacchia". I suoi tentativi di trascinare la questione slovacca nel dibattito internazionale rimasero senza successo e senza un reale impatto sulla politica internazionale. Più tardi pubblicò a Parigi la rivista irredentistica La Slovaquie, che cercò di diffondere in Cecoslovacchia. Il suo programma non trovò sostegno nemmeno durante l'occupazione ungherese della Slovacchia seguita al Primo arbitrato di Vienna.